# 千代田放送会館

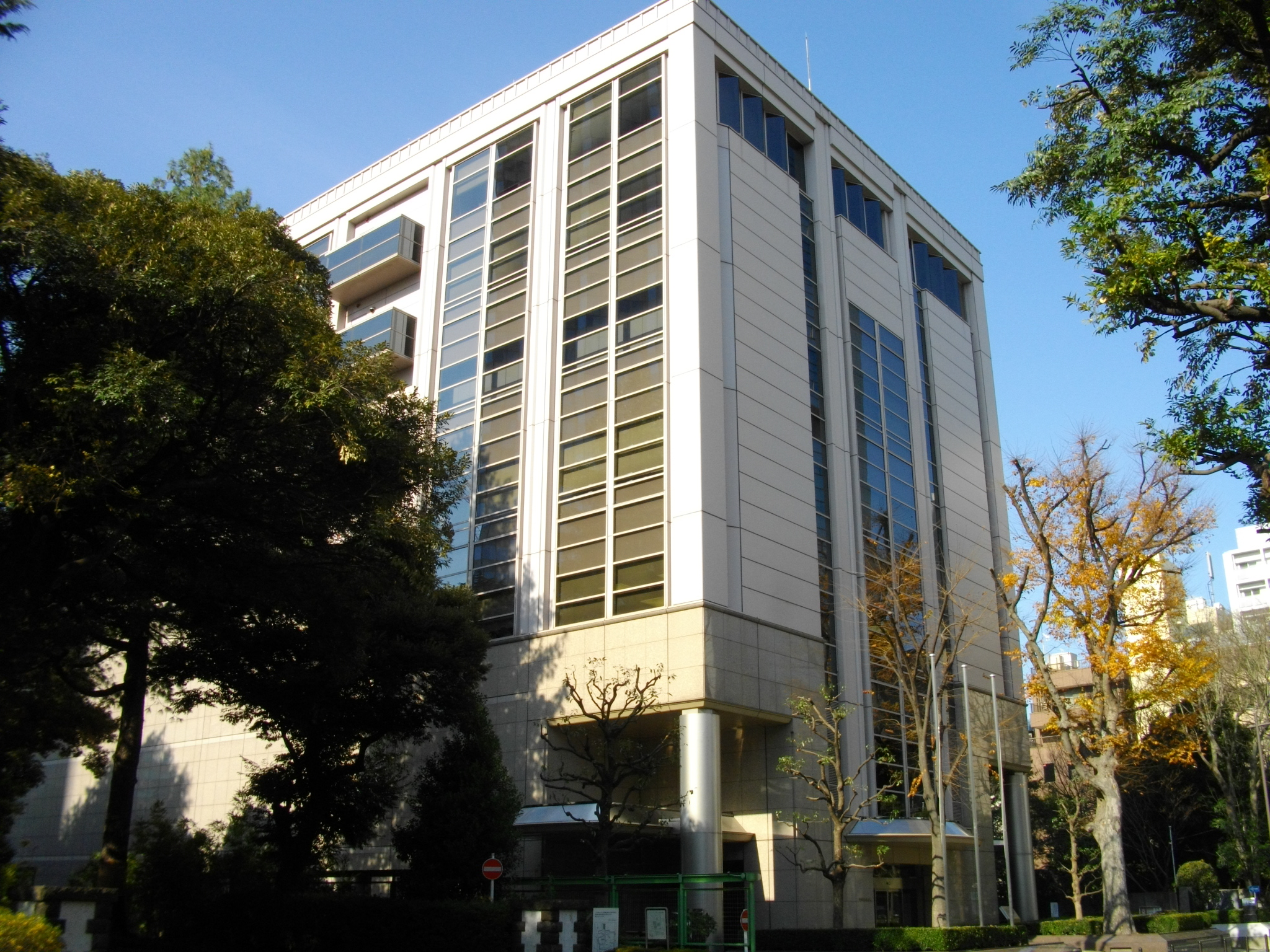
千代田放送会館

千代田放送会館（ちよだほうそうかいかん）は、NHKの放送設備を備えた会館施設。報道番組の取材、制作で渋谷のNHK放送センターの補完的な役割を果たしている。

## 概要
- 所在地：東京都千代田区紀尾井町1番1号
- 竣工年月：1992年12月
- 延床面積：9,590m2
- 階数：7階/B2階/PH1階
- 構造：S/SRC造

元々はNHK会長だった島桂次が構想した全世界的なニュースネットワークであるグローバルニュースネットワーク(GNN)のキーステーションとするために建設された。
都心における取材拠点のひとつとして、会館内に「千代田報道分室」が置かれており、映像取材部カメラクルーを中心に、社会部や一部政治部の記者も常駐している（政治関係の取材は国会記者クラブ（国会記者会館）が主体となる。政治部関係は『日曜討論』制作スタッフが主となり、通常のニュース取材は国会記者会館にあるNHKブースが拠点となっている）。また、スタジオなど放送設備も備えており、『日曜討論』はこの会館で制作されている。放送センターが災害などでダウンした場合の予備スタジオおよび予備マスターの役割も持っているとされている。
2階には大型ハイビジョンを備えたホール（定員200名）があり、NHK放送文化研究所（文研）や日本民間放送連盟（民放連）などのシンポジウムで利用される事が多い。
最上階には放送倫理・番組向上機構（BPO）が入居している。

## 歴史
会館が出来る前の1953年2月から、高さ178mの電波塔が立っており、日本最初のテレビ局として開局したNHK東京総合テレビジョン（当時3ch）の送信所として使用されていた。当時は「千代田放送所」と呼ばれていた。
その後近隣の千代田区麹町には、日本テレビの電波塔が、港区赤坂にはラジオ東京テレビ(現在のTBSテレビ)の電波塔が建設され、千代田区から港区にかけての間でテレビ電波塔が並ぶようになった。
1959年4月、総合テレビのサービスエリアを関東一円に拡大するために、前年に完成したばかりの東京タワー（芝放送所）から電波を送出することとなった。NHKでは同年1月に、東京タワーから教育テレビジョンを1chで送信開始したばかりであったが、この措置でチャンネルが入れ替えられ、総合テレビが1ch、教育テレビが3chという、その後地上アナログ放送終了まで続く形となった。
1960年に教育テレビの送信も再度東京タワーからとなってからは、「紀尾井町分室」という名で予備送信施設とされた。その後、1970年12月25日から1975年4月6日まで行われていたUHFテレビジョン試験放送においては千代田放送所から電波を送出していた。しかし、予備送信所の機能も隣接する赤坂プリンスホテルの新館完成で電波送信が困難となったことから、1982年に廃止された。予備送信所の機能は赤坂プリンスホテル新館に移され、通常時では基本的に月2回、日曜深夜の東京タワー送信所の機器点検・整備で減力放送が行われる際に運用されていた。
なおこの予備送信所は、ホテルの営業終了とそれに伴う新館解体、主送信所の東京スカイツリー移転に伴う東京タワーの予備送信所化によって、その役目を終えた。
会館前にある「NHK千代田放送所跡地　ここは1953年からテレビジョンの草創期をきざんだ記念の地です。1992年12月」と記されたプレートが往時を偲ばせる。

## スタジオ
スタジオ番号の付与は、NHK放送センターのスタジオと同じ体系である。
- CTスタジオ
  - 150スタジオ … 「日曜討論」など、政治関係の番組で使用。面積は約100坪。